# 라벤더역

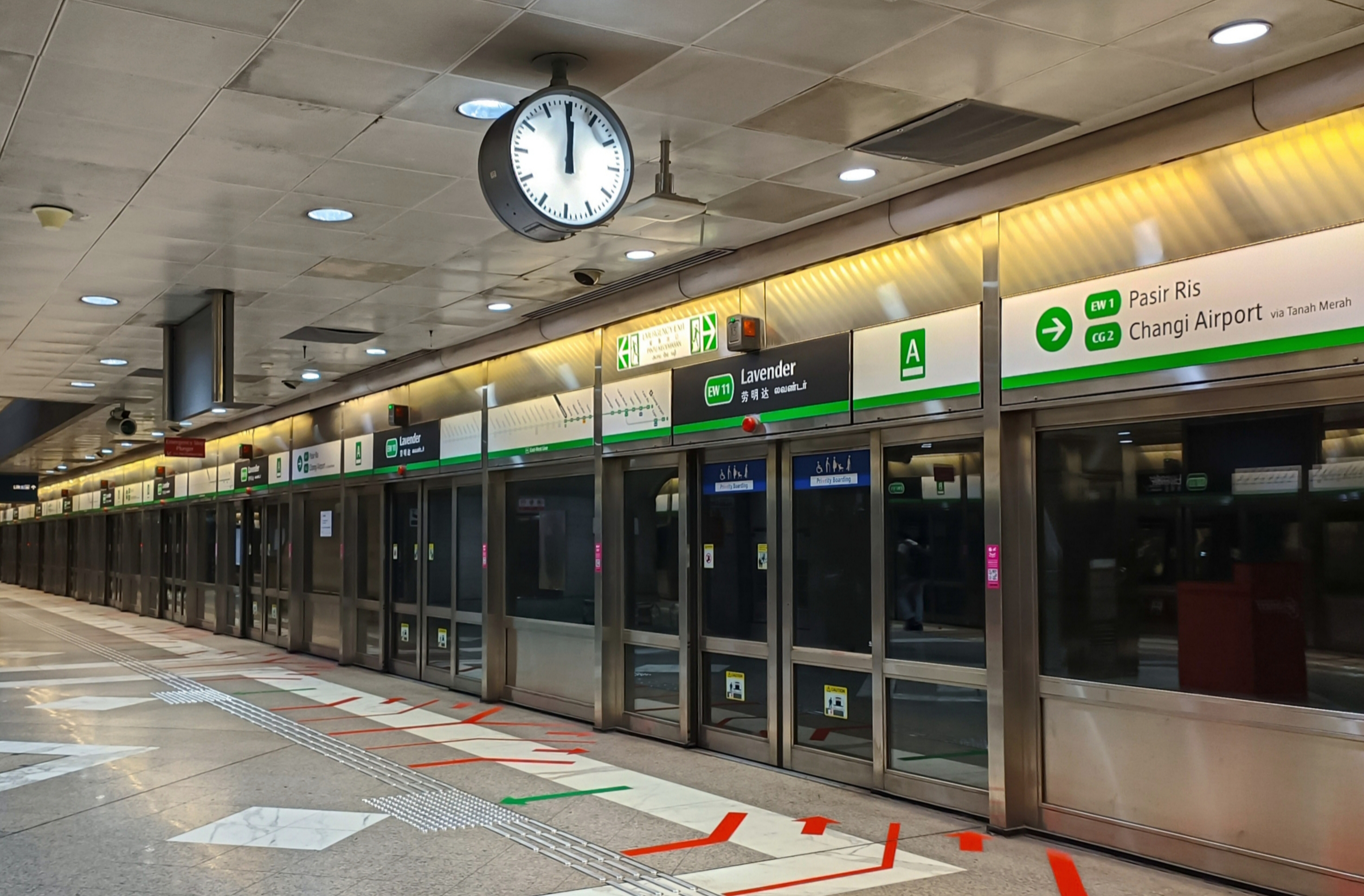

라벤더역(Lavender MRT station)은 싱가포르 칼랑(Kallang)의 이스트웨스트(East West)선에 있는 지하철 MRT(Mass Rapid Transit) 역이다. 칼랑 로드(Kallang Road) 아래에 위치한 이 역은 출입국 관리소(ICA) 빌딩, 이전 골든 마일 콤플렉스(Golden Mile Complex) 및 잘란 베사르 경기장(Jalan Besar Stadium)과 가깝다. 초기 시스템의 2단계의 일부로 계획 및 구축되었다. 1985년 10월 역 건설 계약이 체결되어 1989년 11월 개통되었다.